# Chiesa di Santa Croce (Osilo)
La chiesa di Santa Croce è un edificio religioso situato a Osilo, centro abitato della Sardegna nord-occidentale. È consacrata al culto cattolico e fa parte della parrocchia dell'Immacolata Concezione, che si trova nello stesso isolato e con cui è collegata tramite la sagrestia. A qualche decina di metri più a sud si trova anche la chiesa del Rosario.
L'edificio, si presume risalente al XVII secolo, era governato dalla confraternita di Santa Croce; nel 1968 venne trasformato in cinema parrocchiale e negli anni '70 venne chiuso.